# 風のように空のように
「風のように空のように」（かぜのようにそらのように）は、1997年4月10日に発売された和田アキ子の61枚目のシングル。

## 解説
- マイケル・ボルトンの「It's Only My Heart」の日本語カバー。
- TBS系テレビドラマ『新幹線'97恋物語』の主題歌として使用された。
- 和田は当時、腰痛治療のため入院していたが、復帰後初仕事が本作のレコーディングであった[1]。

## 収録曲
1. 風のように空のように [4:20]
日本語詞：森浩美／作曲：Michael Bolton / Diane Warren／編曲：服部隆之
2. あなたは美しい [4:38]
作詞：秋元康／作曲・編曲：岩本正樹